# Рахмановский сельсовет (Пензенская область)
Рахмановский сельсовет — сельское поселение в Вадинском районе Пензенской области Российской Федерации.
Административный центр — село Рахмановка.

## История
Статус и границы сельского поселения установлены Законом Пензенской области от 2 ноября 2004 года № 690-ЗПО «О границах муниципальных образований Пензенской области».
22 декабря 2010 года в соответствии с Законом Пензенской области № 1992-ЗПО в состав сельсовета включены территории упразднённых Ключевского и Коповского сельсоветов.

## Население
| 2002 | 2010 | 2012  | 2013  | 2014 | 2015 | 2016 |
| ---- | ---- | ----- | ----- | ---- | ---- | ---- |
| 888  | ↘586 | ↗1084 | ↘1021 | ↘982 | ↘933 | ↘891 |
| 2017 | 2018 | 2021  |       |      |      |      |
| ↘859 | ↘812 | ↘681  |       |      |      |      |

## Состав сельского поселения
| №  | Населённый пункт | Тип населённого пункта       | Население |
| -- | ---------------- | ---------------------------- | --------- |
| 1  | Артамас          | деревня                      | 9         |
| 2  | Богородское      | село                         | ↘37       |
| 3  | Васильевка       | село                         | ↘0        |
| 4  | Дубасово         | село                         | ↘45       |
| 5  | Ключи            | село                         | ↘232      |
| 6  | Коповка          | село                         | ↘244      |
| 7  | Овчарные Выселки | село                         | ↘27       |
| 8  | Рахмановка       | село, административный центр | ↘529      |
| 9  | Снохино          | деревня                      | 1         |
| 10 | Умет             | деревня                      | 12        |

### Упразднённые населённые пункты
В декабре 2015 года село Красная Поляна и деревня Старая Петровка исключены из учётных данных административно-территориального устройства Пензенской области как населённые пункты фактически прекратившие своё существование, в которых отсутствуют официально зарегистрированные жители.